# Белуджистан (провинция Британской Индии)
Провинция Белуджистан — провинция Британской Индии, существовавшая в северной части современного Белуджистана; управлялась главным комиссаром.

## История
Провинция была сформирована в период с 1876 года по 1891 год, когда её границы были определены тремя договорами между Робертом Сандерманом (агентом генерал-губернатора Индии в Белуджистане) и ханом Калата. Созданная в Кветте британская военная база сыграла большую роль во второй и третьей афганских войнах.
После раздела Британской Индии в 1947 году провинция оказалась в составе Пакистана, сохранив при этом прежнюю структуру внутреннего управления.
14 октября 1955 года все прежние административные единицы западной части тогдашнего Пакистана были ликвидированы, а вместо них образована одна гигантская провинция Западный Пакистан.

## Демография
Население провинции было равномерно распределено между племенами Пуштун на севере и племенем Белуджи на юге и западе.

## Управление
Провинцией управлял главный комиссар, назначенный центральным правительством. Хотя не было никакой выборной законодательной власти, главный комиссар мог консультироваться с Шари Джигрой — собранием племенных лидеров.
Территория провинции делилась на три зоны: Районы с оседлым населением, территории с назначенными политическими агентами, и зону племён. Районы с оседлым населением в основном концентрировались вокруг Кветты и Джаффарабада. Политические агенты размещались в Жобе и Чагае — на территориях, слабо связанных с остальной частью провинции. Зоной племён были территории племён Бугти и Марри, которые в настоящее время стали провинциальными административными племенными областями пакистанской провинции Белуджистан.